# おうしゃく座
おうしゃく座（おうしゃくざ、王笏座、王杓座、Sceptrum）、またはおうしゃくとせいぎのて座（王笏（杓）と正義の手座、Sceptrum et Manus Iustitiae）は、オギュスタン・ロワーエが1679年にフランス国王ルイ14世のために作った星座の1つ。
ブルボン朝の権威を象徴する王笏（王杓）と正義の手を元にした星座で、今でいうアンドロメダ座の一部ととかげ座の領域にあたる。これらの星々は、「ていこくのおうしゃく座」、「フリードリヒのえいよ座」、「いもり座」等と呼ばれたこともあったが、ヨハネス・ヘヴェリウスによってとかげ座とアンドロメダの鎖とに分けられた。